# 역마 (영화)
《역마》는 1967년 공개된 대한민국의 영화이다.

## 배역
- 김승호
- 신성일
- 남정임
- 조미령
- 한은진
- 최남현
- 박병호

## 수상
- 제2회 대일영화상
  - 감독상 - 김강윤
- 제14회 아시아영화제
  - 남우조연상 - 김승호